# آهنگ منقطع
آهنگ منقطع (به انگلیسی: Interrupted Melody) فیلمی ۱۰۶ دقیقه‌ای تکنی‌کالر در سبک زندگینامه‌ای موزیکال به کارگردانی کرتیس برنهارت با بازی گلن فورد، النور پارکر، و دوریس لوید است.

## بازیگران
- گلن فورد
- النور پارکر
- راجر مور
- سسیل کلاوای
- Peter Leeds
- Evelyn Ellis
- والتر بالدوین
- دوریس مریک
- Ann Codee
- Leopold Sachse
- Stephen Bekassy
- یوجین بوردن
- اِستل اِتر